# Uskyldsformodning
Uskyldsformodning, ofte også omtalt som uskyldig til det modsatte er bevist, er den antagelse, at en sigtet i en straffesag er uskyldig indtil anklageren har løftet bevisbyrden.
Formodningen om uskyld gælder i alle retssamfund og dermed i størstedelen af verdens lande. Den nævnes både i FN's Verdenserklæring om Menneskerettighederne og EU's Charter om Grundlæggende Rettigheder, men Danmarks straffelov og USA's forfatning ikke nævner den direkte. Den kan dog udledes af en række tillæg til forfatningen.
Yderligere fremgår det af Den Europæiske Menneskerettighedskonvention (EMRK) Artikel 6, stk. 2.

## Reference
1. ↑  Den Europæiske Menneskerettighedskonvention på echr.coe.int

| Jura | Spire Denne juraartikel er en spire som bør udbygges. Du er velkommen til at hjælpe Wikipedia ved at udvide den. |